# Shrek (ovella)
Shrek (27 de novembre de 1994 – 6 de juny de 2011) fou una ovella merina (ovella mascle castrada) pertanyent a Bendigo Station, una granja d'ovelles prop de Tarras, Nova Zelanda, que va obtenir fama internacional en 2004 quan es va saber que havia evitat al llarg de sis anys ser esquilada. Aquesta mena d'ovelles són normalment esquilades un cop per any, però Shrek es va refugiar, aparentment, en coves, sense deixar-se tancar. Un cop descoberta, li van posar el nom de l'ogre homònim de llibres i pel·lícules.
Després de ser trobada el 15 d'abril de 2004, va ser esquilada per un professional en 20 minuts el 28 d'abril. L'acte va ser retransmès en la televisió nacional de Nova Zelanda. La llana obtinguda va ser-ho en prou quantitat com per a poder fer roba per 20 persones adultes, pesant al voltant de 27 kg (el pes mitjà de la llana d'una ovella merina és d'uns 4,5 kg, amb pesos excepcionals fins als 15 kg).
Shrek va esdevenir una icona nacional. Va ser portada al Parlament en maig de 2004 per tal que la conegués el llavors primer ministre de Nova Zelanda, Helen Clark, en la celebració del 10è aniversari de l'animal. En novembre de 2006, 30 mesos després de ser esquilada per primer cop, Shrek va ser novament esquilada, en un iceberg que flotava davant la costa de Dunedin, Nova Zelanda.
Shrek va morir als 16 anys el 6 de juny de 2011, sota control veterinari.